# The Rolling Stones: Havana Moon
Havana Moon ist ein Konzertfilm der Rolling Stones, aufgenommen am 25. März 2016 in Havanna, der Hauptstadt Kubas. Der Film dokumentiert das kostenlose Open-Air-Konzert der Band im Sportkomplex „Ciudad Deportiva de la Habana“ mit geschätzten 500.000 Besuchern. Es war das erste Rockkonzert in Kuba vor einem derart großen Publikum. Der Film erschien am 11. November 2016 in verschiedenen Formaten.

## Vorgeschichte
Der Anwalt Gregory Elias schlug Joyce Smyth, der Managerin der Rolling Stones, am 13. November 2015 in einem Telefongespräch vor, ein kostenloses Konzert der Band auf Kuba zu organisieren, dessen Kosten seine Wohltätigkeitsorganisation „Fundashon Bon Intenshon“ übernehmen werde. Auf Spekulationen über eine politische Motivation antwortete Elias, er wolle lediglich dem kubanischen Volk etwas Gutes tun, und er habe keinerlei Geschäftsbeziehungen in Kuba.
Die Planung des Konzerts fand während der América Latina Olé Tour 2016 der Rolling Stones statt. Als bekannt wurde, dass der damalige Präsident der Vereinigten Staaten, Barack Obama, als erster US-Präsident seit 88 Jahren Kuba besuchen werde, wurde das Konzert vom ursprünglich geplanten Termin am 20. März auf den 25. März 2016 verschoben. Kurz vor dem neuen Termin versuchte Papst Franziskus – erfolglos – eine erneute Verschiebung des Konzerts zu erreichen, da der 25. März 2016 Karfreitag war.

## Besetzung
Die verbliebenen vier Mitglieder der Rolling Stones waren zum Zeitpunkt des Konzerts bereits seit über fünf Jahrzehnten im Musikgeschäft und hatten dementsprechend bereits das übliche Rentenalter überschritten: Mick Jagger (Gesang) und Keith Richards (Gitarre) waren 72 Jahre alt, Charlie Watts (Schlagzeug) gar 74 und Ron Wood (Gitarre) immerhin schon 68.
Als weitere Musiker waren dabei: Darryl Jones (Bass, Gesang), Chuck Leavell (Keyboards), Karl Denson (Saxofon), Tim Ries (Saxofon, Keyboards), sowie Bernard Fowler und Sasha Allen als zusätzliche Sänger. Der Coro Entrevoces war als Background-Chor auf der Bühne.

## Titelliste
Alle Songs stammen von Mick Jagger und Keith Richards.
1. Jumpin’ Jack Flash
2. It’s Only Rock ’n’ Roll (But I Like It)
3. Tumbling Dice
4. Out of Control
5. All Down the Line
6. Angie
7. Paint It Black
8. Honky Tonk Women
9. You Got the Silver – Gesang: Keith Richards
10. Before They Make Me Run – Gesang: Keith Richards
11. Midnight Rambler
12. Miss You
13. Gimme Shelter – Duett Mick Jagger mit Sasha Allen
14. Start Me Up
15. Sympathy for the Devil
16. Brown Sugar
17. You Can’t Always Get What You Want – mit Chor
18. (I Can’t Get No) Satisfaction

## Rezeption
Das Livealbum schaffte es auf Position vier der deutschen Albumcharts und wurde zum 37. Top-10-Erfolg der Band. Das Album hielt sich insgesamt zwei Wochen in den Top 10 sowie 26 Wochen in den Top 100. In der Schweiz gelang der Albumversion ebenfalls ein Charteintritt, das Album platzierte sich insgesamt zehn Wochen in der Schweizer Hitparade und erreichte mit Position 27 seine höchste Notierung.
Das Videoalbum schaffte es an die Chartspitze der Musik-DVD-Charts in Österreich, der Schweiz sowie den Vereinigten Staaten. Mit Position drei gelang ebenfalls ein Top-10-Erfolg in den Musik-DVD-Charts des Vereinigten Königreichs. In Deutschland werden die Verkäufe aus Live- und Videoalbum zusammenaddiert, somit platzierte sich das Album nur in den Album Top 100.